# Convention culturelle européenne
La Convention culturelle européenne est un traité international du Conseil de l'Europe, amenant les États signataires à renforcer, approfondir et développer davantage la compréhension mutuelle et la reconnaissance réciproque de la diversité culturelle en Europe, de préserver la culture européenne et de promouvoir les contributions nationales au patrimoine culturel européen commun tout en respectant les mêmes valeurs fondamentales en mettant l'accent sur l'étude des langues, de l'histoire et de la civilisation des Parties à la Convention. 
La Convention contribue à stimuler des mesures culturelles communes et des activités culturelles d'intérêt européen.

## Adoption, signature et ratification

### Processus général
La convention a été conclue et signée le 19 décembre 1954, à Paris, en France. Elle a été ratifiée par les 46 États membres du Conseil de l'Europe, son seul ancien membre Russie ainsi que par le Biélorussie, le Kazakhstan et le Saint-Siège. La convention est entrée en vigueur le 5 mai 1955.

Participation à la Convention culturelle européenne.
Signée et ratifiée (État membre)
Uniquement signée (État non-membre)
Pas signée (État membre et non-membre)

| Signataire         | Signature        | Ratification      | Entrée en vigueur |
| ------------------ | ---------------- | ----------------- | ----------------- |
| Albanie            |                  | 25 juin 1992      | 25 juin 1992      |
| Allemagne          | 9 décembre 1954  | 17 novembre 1955  | 17 novembre 1955  |
| Andorre            | 10 novembre 1994 | 22 janvier 1996   | 22 janvier 1996   |
| Arménie            |                  | 25 avril 1997     | 25 avril 1997     |
| Autriche           | 13 décembre 1957 | 4 mars 1958       | 4 mars 1958       |
| Belgique           | 19 décembre 1954 | 11 mai 1955       | 11 mai 1955       |
| Biélorussie        |                  | 18 octobre 1993   | 18 octobre 1993   |
| Bosnie-Herzégovine |                  | 29 décembre 1994  | 29 décembre 1994  |
| Bulgarie           |                  | 2 septembre 1991  | 2 septembre 1991  |
| Chypre             | 30 novembre 1967 | 23 septembre 1969 | 23 septembre 1969 |
| Croatie            |                  | 27 janvier 1993   | 27 janvier 1993   |
| Danemark           | 19 décembre 1954 | 7 mai 1955        | 7 mai 1955        |
| Espagne            |                  | 4 juillet 1957    | 4 juillet 1957    |
| Estonie            |                  | 7 mai 1992        | 7 mai 1992        |
| Finlande           |                  | 23 janvier 1970   | 23 janvier 1970   |
| France             | 19 décembre 1954 | 5 mai 1955        | 5 mai 1955        |
| Géorgie            |                  | 25 mai 1997       | 25 mai 1997       |
| Grèce              | 19 décembre 1954 | 10 janvier 1962   | 10 janvier 1962   |
| Hongrie            |                  | 16 novembre 1989  | 16 novembre 1989  |
| Irlande            | 19 décembre 1954 | 11 mars 1955      | 5 mai 1955        |
| Islande            | 19 décembre 1954 | 1er mars 1956     | 1er mars 1956     |
| Italie             | 19 décembre 1954 | 16 mai 1957       | 16 mai 1957       |
| Kazakhstan         |                  | 5 mars 2010       | 5 mars 2010       |
| Lettonie           |                  | 7 mai 1992        | 7 mai 1992        |
| Liechtenstein      | 23 novembre 1978 | 13 juin 1979      | 13 juin 1979      |
| Lituanie           |                  | 7 mai 1992        | 7 mai 1992        |
| Luxembourg         | 19 décembre 1954 | 30 juillet 1956   | 30 juillet 1956   |
| Macédoine du Nord  |                  | 24 novembre 1995  | 24 novembre 1995  |
| Malte              | 2 mai 1966       | 12 décembre 1966  | 12 décembre 1966  |
| Moldavie           |                  | 24 mai 1994       | 24 mai 1994       |
| Monaco             |                  | 6 juillet 1994    | 6 juillet 1994    |
| Monténégro         |                  | 28 février 2001   | 6 juillet 2006    |
| Norvège            | 19 décembre 1954 | 24 janvier 1956   | 24 janvier 1956   |
| Pays-Bas           | 19 décembre 1954 | 8 février 1956    | 8 février 1956    |
| Pologne            |                  | 16 novembre 1989  | 16 novembre 1989  |
| Portugal           |                  | 16 février 1976   | 16 février 1976   |
| République tchèque |                  | 10 mai 1990       | 1er janvier 1993  |
| Roumanie           |                  | 19 décembre 1991  | 19 décembre 1991  |
| Royaume-Uni        | 19 décembre 1954 | 5 mai 1955        | 5 mai 1955        |
| Russie             |                  | 21 février 1991   | 21 février 1991   |
| Saint-Marin        |                  | 13 février 1986   | 13 février 1986   |
| Saint-Siège        |                  | 10 décembre 1962  | 10 décembre 1962  |
| Serbie             |                  | 28 février 2001   | 28 février 2001   |
| Slovénie           |                  | 2 juillet 1992    | 2 juillet 1992    |
| Slovaquie          |                  | 1er janvier 1993  | 1er janvier 1993  |
| Suède              | 19 décembre 1954 | 16 juin 1958      | 16 juin 1958      |
| Suisse             |                  | 13 juillet 1962   | 13 juillet 1962   |
| Turquie            | 19 décembre 1954 | 10 octobre 1957   | 10 octobre 1957   |
| Ukraine            |                  | 13 juin 1994      | 13 juin 1994      |